# Petrolkoks

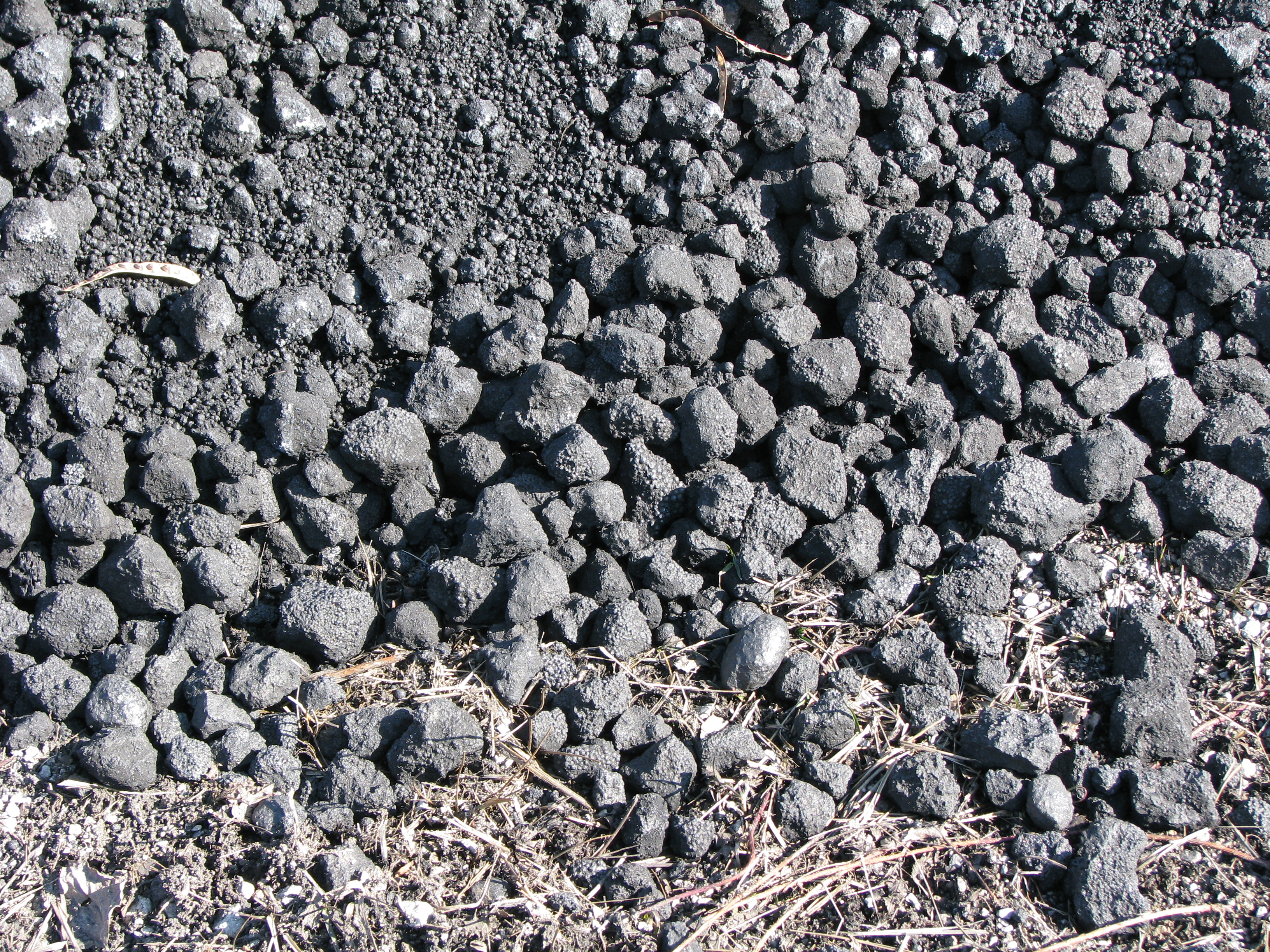
Petrolkoks

Petrolkoks ist ein aus Erdöl gewonnener Feststoff, der ähnlich wie der aus Kohle hergestellte Koks hauptsächlich aus Kohlenstoff besteht.
Eine andere geläufige Bezeichnung ist Ölpellets.

## Herstellung
Ausgangsstoff zur Herstellung des Petrolkoks sind sehr schwere Öle, die z. B. bei der Vakuumdestillation als Rückstand anfallen. Das Bitumen wird in einem Koker umgesetzt. Ein übliches Verfahren ist das Delayed Coking. Beim Cracken bildet sich neben flüchtigen Kohlenwasserstoffen (Gase und Benzin), die abgetrennt werden, der Koks als Feststoff. Die rohe Form wird Grünkoks genannt und kann zur Veredelung durch eine Kalzinierung bei hohen Temperaturen (1200 °C) weiter verarbeitet werden. Dabei werden noch vorhandene Ölbestandteile verbrannt, das zurückbleibende Kalzinat besteht aus fast reinem Kohlenstoff.

## Verwendung
Grünkoks enthält noch Kohlenwasserstoffe und wird unter anderem in der industriellen Wärmeerzeugung als Brennstoff benutzt. Kalzinierter Petrolkoks wird als Elektrodenkoks in der Aluminiumindustrie (Söderberg-Elektrode) und bei der Wärmebehandlung von Stahl verwendet. Bei der Stahlherstellung im Hochofenprozess sind hohe Vanadium- oder Nickelgehalte sogar erwünscht. Für die Herstellung von Elektroden für die Aluminium-Schmelzflusselektrolyse sollte das Kalzinat einen möglichst geringen Metallgehalt aufweisen (Verunreinigung des Aluminiums).
Siliziumcarbid als Ausgangsmaterial für Schleifmittel im Metallhandwerk, hauptsächlich für Stahl wird im Elektro-Ofen bei einer Temperatur von 2100 °C aus Quarzsand und Petrolkoks erschmolzen. Als Reaktionsmittel dienen noch Natriumchlorid und Sägespäne.

## Risiken
Die Nutzung als Brennstoff ist wegen enthaltener Schwermetalle (z. B. Nickel, Cadmium oder Vanadium) oder anderen Elementen wie Schwefel problematisch und erfordert eine aufwendige Abgasreinigung. Verschwefelter Petrolkoks befördert so indirekt die Emission von Dioxinen, die zusammen mit dem unmittelbar aus dem Petrolkoks emittierten Schwermetallen in die Umwelt gelangen. Als Beispiele seien das Kraftwerk Scholven in Gelsenkirchen im Jahr 2018 und der Nachfolgebetrieb der Bleihütte Oker im Industriegebiet Oker-Harlingerode im niedersächsischen Landkreis Goslar im Zeitraum von 2017 bis 2019 genannt.
Die Bezirksregierung Münster stuft Ölpellets als entsorgungspflichtiges Gut ein: Die Ölpellets enthalten neben Kohlenwasserstoffen auch Schwermetalle wie Nickel und Vanadium. Daher müssen sie in dafür zugelassenen Anlagen sicher entsorgt werden.